# Pentas zanzibarica
Pentas zanzibarica là một loài thực vật có hoa trong họ Thiến thảo. Loài này được (Klotzsch) Vatke mô tả khoa học đầu tiên năm 1875.